# Vorderingsrecht
Een vorderingsrecht of een obligatoir recht is het recht van een crediteur (of schuldeiser) tegenover de debiteur (of schuldenaar). Een alledaags voorbeeld is een positief banksaldo. Als A geld heeft geleend van B, dan heeft B een vorderingsrecht op A. B kan dit recht verkopen aan C. Dit wordt ook wel het "verkopen van de schuld" genoemd (schuldhandel).
Vaak is het vorderingsrecht een onderdeel van een verbintenis tot het verrichten van een afgesproken prestatie.
Daarnaast kan een erflater in een uiterste wilsbeschikking aan een of meer personen een vorderingsrecht toekennen. Dit heet een legaat. Een legaat komt, tenzij het aan een of meer bepaalde erfgenamen of legatarissen is opgelegd, ten laste van de gezamenlijke erfgenamen.